# Sam Lok
"Sam" Lok Chi Kit (Hongkong, 3 januari 1967) is een autocoureur uit Hongkong.

## Carrière
Lok begon zijn autosportcarrière in 2013 in de Aziatische Lamborghini Super Trofeo. In 2015 eindigde hij als vierde in de Am-klasse van dit kampioenschap. In 2014 nam hij deel aan de Chinese Volkswagen Scirocco R-Cup en de Ferrari Challenge Asia Pacific.
In 2015 nam Lok deel aan de Audi R8 LMS Cup en werd achtste in de Am-klasse. Daarnaast nam hij deel aan het derde raceweekend van de Formula Masters China op het Penbay International Circuit voor het team Eurasia Motorsport, waarbij hij met een twaalfde plaats als beste resultaat op de 25e plaats eindigde in het kampioenschap. Aan het eind van dat jaar maakte hij zijn debuut in zowel de TCR Asia Series als de TCR International Series voor het Asia Racing Team in een Seat León Cup Racer tijdens het laatste raceweekend op het Circuito da Guia. Hij wist zich in geen van beide kampioenschappen echter te kwalificeren voor de races en mocht dus niet van start gaan.